# Апекио
Апѐкио (на италиански: Apecchio, на местен диалект Apéch, Апек) е село и община в Централна Италия, провинция Пезаро и Урбино, регион Марке. Разположено е на 493 m надморска височина. Населението на общината е 2013 души (към 2011 г.).